# Joris Nieuwenhuis
Pour les articles homonymes, voir Nieuwenhuis.
Joris Nieuwenhuis, né à Doetinchem (Pays-Bas) le 11 février 1996, est un coureur cycliste néerlandais, spécialiste du cyclo-cross.

## Biographie
En 2014, Nieuwenhuis est devenu membre de l'équipe Rabobank Development, mais s'est d'abord concentré sur le cyclo-cross. Au cours de la saison 2016-2017, il est le meilleur coureur de cyclo-cross du circuit mondial dans la catégorie des espoirs (moins de 23 ans). Il devient champion du monde de cyclo-cross espoirs, champion des Pays-Bas de cyclo-cross espoirs, remporte le classement général de la Coupe du monde de cyclo-cross espoirs et décroche la médaille d'argent du championnat d'Europe de cyclo-cross espoirs, ainsi que la deuxième place du général du Superprestige espoirs.
Après la dissolution de l'équipe de développement Rabobank, il rejoint en 2017 l'équipe Sunwem Development, puis l'UCI WorldTeam Sunweb pour la saison 2019, au sein de laquelle il a principalement un rôle d'équipier. De 2020 à 2022, il participe à un total de trois grands tours, mais n'obtient aucun succès sur route.
En plus du cyclisme sur route, il continue à être actif dans le cyclo-cross. En 2020, il termine troisième du championnat national et l'année suivante il est dixième du championnat du monde. Fin septembre 2022, il quitte l'équipe DSM pour rejoindre la Baloise Trek Lions au début de la saison de cyclo-cross et se concentrer à nouveau sur cette discipline à l'avenir. En novembre, il prend la quatrième place du championnat d'Europe de cyclo-cross.
Au cours de la saison de cyclo-cross 2023-2024, il remporte ses premières victoires chez les élites. Il gagne la manche de Coupe du monde à Val di Sole, ainsi que deux manches du Superprestige. Il termine deuxième des deux classements généraux. Il est également  champion des Pays-Bas de cyclo-cross et deuxième du championnat du monde derrière son compatriote Mathieu van der Poel. Il manque la majeure partie de la saison 2024-2025 en raison d'un zona et ne reprend la compétition qu'à la mi-janvier. Néanmoins, il parvient à terminer quatrième du championnat du monde de cyclo-cross.

## Palmarès en cyclo-cross
- 2013-2014
  -  Champion des Pays-Bas de cyclo-cross juniors
- 2015-2016
  - Coupe du monde espoirs #4, Heusden-Zolder
  - 3e de la Coupe du monde espoirs
- 2016-2017
  -  Champion du monde de cyclo-cross espoirs
  -  Champion des Pays-Bas de cyclo-cross espoirs
  - Classement général de la Coupe du monde de cyclo-cross espoirs
    - Coupe du monde de cyclo-cross espoirs #3, Zeven
    - Coupe du monde de cyclo-cross espoirs #4, Namur
    - Coupe du monde de cyclo-cross espoirs #5, Heusden-Zolder
    - Coupe du monde de cyclo-cross espoirs #7, Hoogerheide

  - Trophée des AP Assurances espoirs #1, Renaix
  - Superprestige espoirs #1, Gieten
  - Superprestige espoirs #7, Hoogstraten
  - Superprestige espoirs #8, Middelkerke
  -  Médaillé d'argent du championnat d'Europe de cyclo-cross espoirs
- 2017-2018
  -  Champion des Pays-Bas de cyclo-cross espoirs
  -  Médaillé d'argent du championnat du monde de cyclo-cross espoirs
  - 8e de la Coupe du monde espoirs
- 2018-2019
  - 7e du championnat d'Europe de cyclo-cross
- 2019-2020
  - 3e du championnat des Pays-Bas de cyclo-cross
- 2020-2021
  - 10e du championnat du monde de cyclo-cross
- 2021-2022
  - 8e du championnat d'Europe de cyclo-cross
- 2022-2023
  - 2e du championnat des Pays-Bas de cyclo-cross
  - 4e du championnat d'Europe de cyclo-cross
- 2023-2024
  -  Champion des Pays-Bas de cyclo-cross
  - Coupe du monde de cyclo-cross #7, Val di Sole
  - Major Taylor Cross Cup Day 1, Indianapolis
  - Superprestige #4, Merksplas
  - Superprestige #5, Boom
  -  Médaillé d'argent du championnat du monde de cyclo-cross
  - 2e de la Coupe du monde
  - 2e du Superprestige
- 2024-2025
  - Superprestige #8, Middelkerke
  - Internationale Sluitingsprijs, Oostmalle
  - 4e du championnat du monde de cyclo-cross

## Palmarès sur route

### Palmarès par année
- 2015
  - 3e du Tour de la province de Valence
- 2020
  - 3e de Paris-Tours

### Résultats sur les grands tours

#### Tour de France
2 participations
- 2020 : 103e
- 2021 : 128e

### Tour d'Espagne
1 participation
- 2022 : 106e

### Classements mondiaux
| Année                                 | 2018  | 2019 | 2020 | 2021  | 2022 |
| ------------------------------------- | ----- | ---- | ---- | ----- | ---- |
| Classement mondial                    | 1589e | 403e | 283e | 2301e | 970e |
| UCI Europe Tour                       | 1023e | 321e | 231e | 1534e | 706e |
|                                       |       |      |      |       |      |
| Légende : nc = non classéSource : UCI |       |      |      |       |      |

## Palmarès en VTT

### Championnats des Pays-bas
- 2014
  -  Champion des Pays-Bas de cross-country juniors